# Jan Miense Molenaer
Jan Miense Molenaer (Haarlem, circa 1610 - aldaar, 15 september 1668) was een Nederlandse kunstschilder uit de Barokperiode.

## Biografie
Hij verhuisde in 1636 naar Amsterdam met zijn vrouw, Judith Leyster (met wie hij trouwde op 1 juni 1636), die eveneens schilderde. De schilderstijlen van het echtpaar overlapten elkaar, en het is soms moeilijk om het werk van de twee te onderscheiden. Molenaer schilderde vooral genrestukken, portretten en enkele religieuze taferelen. Algemeen wordt aangenomen dat het talent van Leyster groter was dan dat van Molenaer.
In Amsterdam werden vier van hun vijf kinderen geboren: Johannes (1637), Jacobus (1639), Helena (1643) en Eva (1646). In 1648 verhuisden ze weer naar Haarlem, waar hun laatste kind werd geboren (Constantijn, 1650).
In Haarlem had Jan Miense Molenaer een atelier met enkele leerlingen. Hij was actief in de kunsthandel en ook in de huizenmarkt. Het echtpaar bezat een hofstede in Heemstede, ter waarde van 8.200 gulden.
In 1659 werden Jan en zijn vrouw beiden ziek. Jan Miense Molenaer herstelde, maar Judith Leyster overleed drie maanden later. Nog voor de dood van Leyster hadden Jan en zijn vrouw de hofstede in hun testament laten zetten.
In 1668 overleed Molenaer.

## Stijl
Jan Miense Molenaer was aan het begin van de 17e eeuw samen met Adriaen Brouwer en Adriaen van Ostade belangrijk in de ontwikkeling van de genrekunst in Haarlem. In vergelijking met Brouwer en Van Ostade is het werk van Miense Molenaer komischer.

## Werken

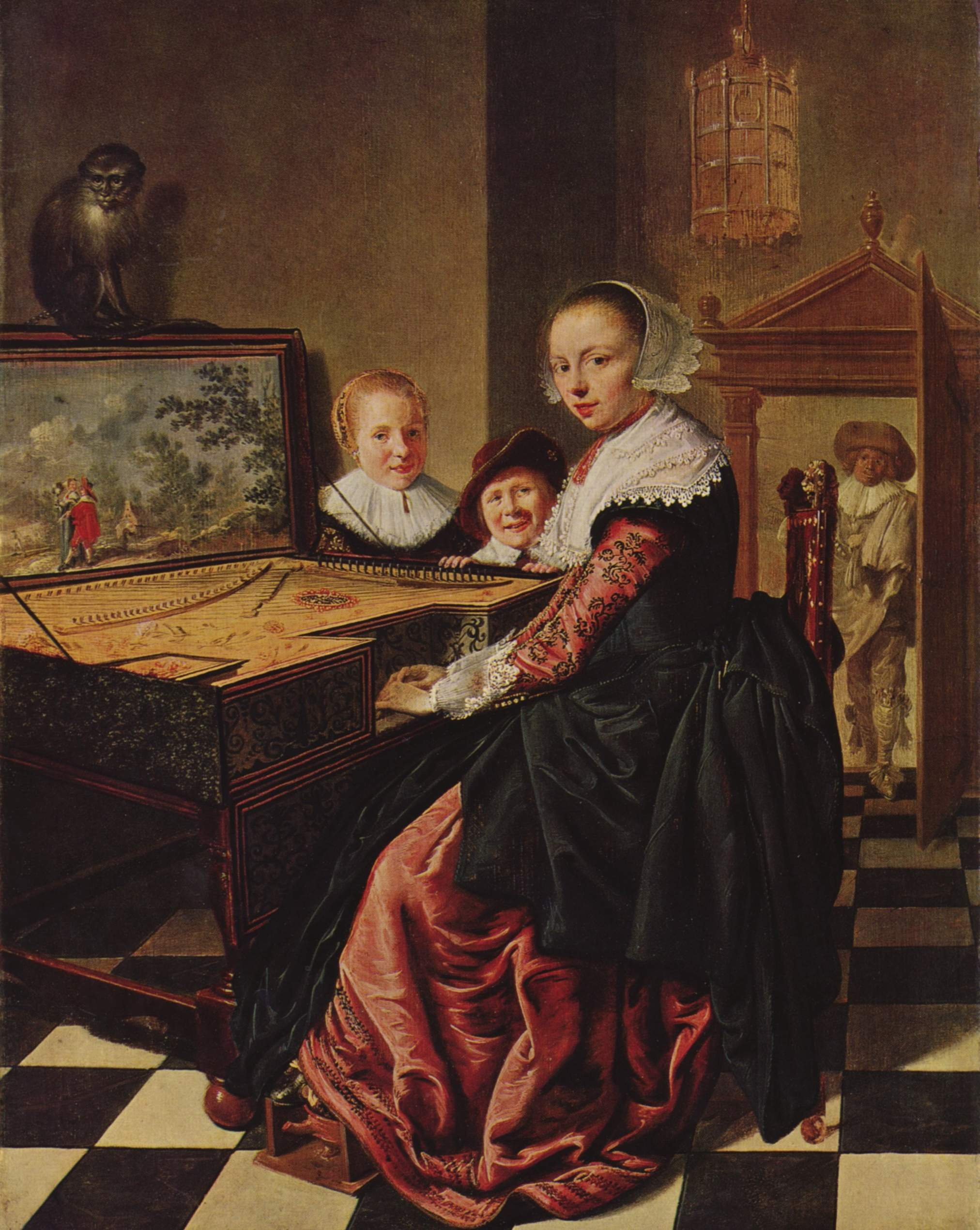
De virginaalspeelster
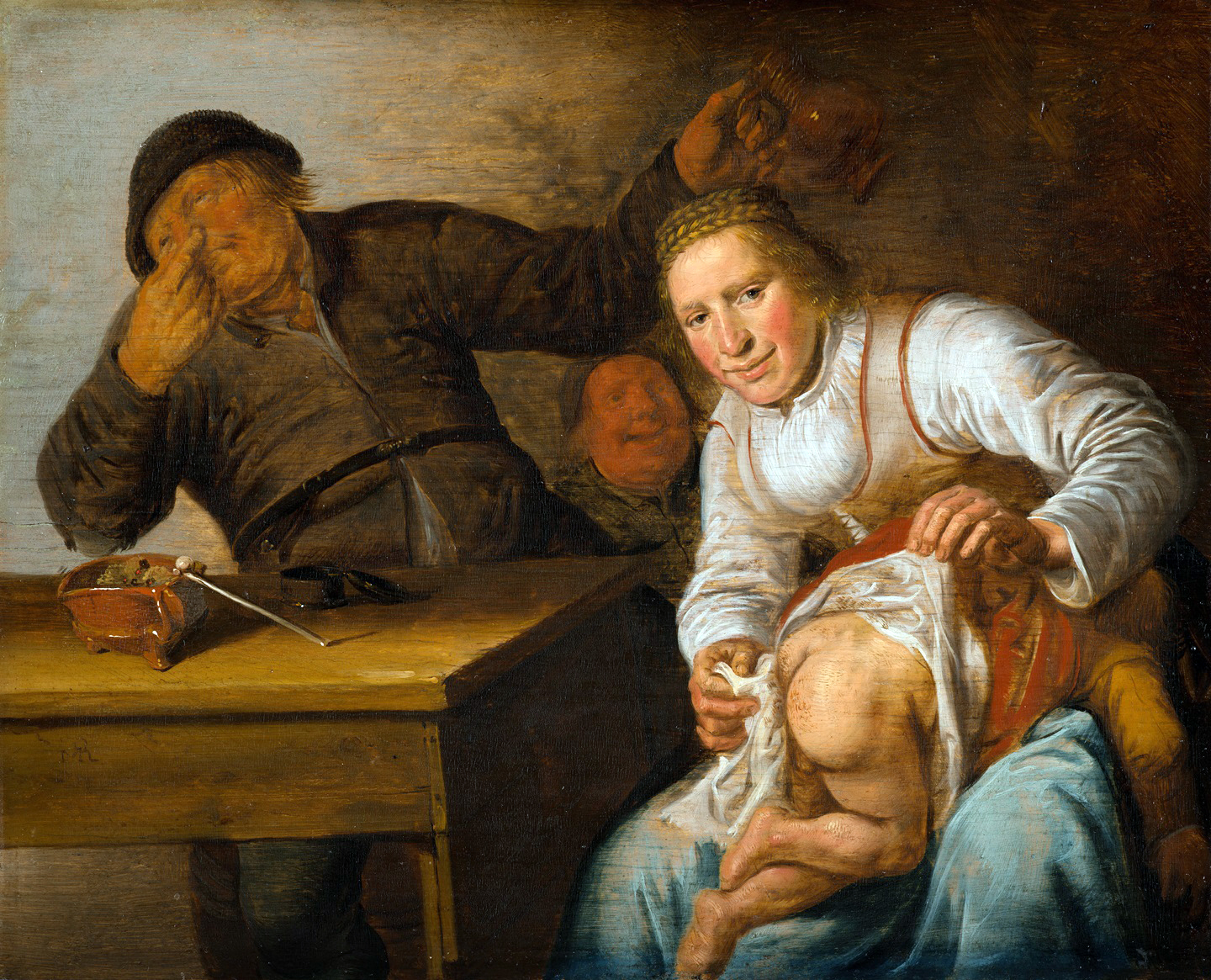
Geur, uit de reeks 'de vijf zintuigen'
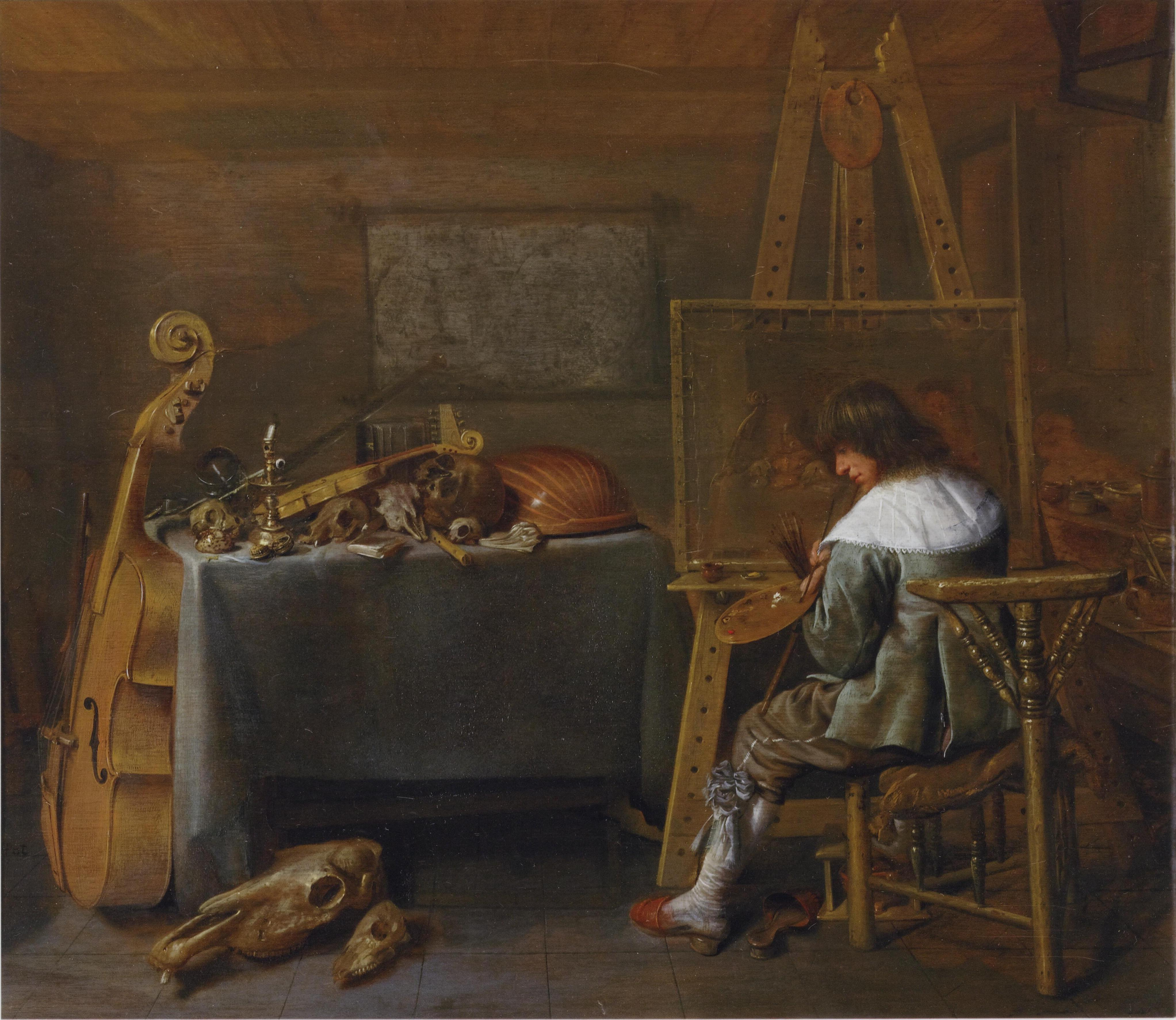
Schilder in zijn atelier

- Art Gallery of South Australia: 8640
- Biografisch Portaal: 59639060
- Digitale Bibliotheek voor de Nederlandse Letteren: mole007
- Gemeinsame Normdatei: 124520073
- International Standard Name Identifier: 0000 0000 8402 4595
- KulturNav: 38a90edf-2099-4e73-ab9c-28929da104d9
- Library of Congress Control Number: no92026834
- MusicBrainz: 2a75d607-4596-4689-a36c-3968c9810e22
- Nationale Bibliotheek van Polen: a0000003621856
- Nederlandse Thesaurus van Auteursnamen: 073474150
- RKD-Nederlands Instituut voor Kunstgeschiedenis: 56664
- SNAC: w65f094c
- Système universitaire de documentation: 074496867
- Union List of Artist Names: 500004943
- Virtual International Authority File: 95711019
- WorldCat: E39PBJqfBWQtptrRt64JhKP84q